# Hi havia una vegada un bosc
Hi havia una vegada un bosc (títol original: Once Upon a Forest) és una pel·lícula d'animació de la 20th Century Fox, estrenada als Estats Units el 18 de juny de 1993. Està basada en els personatges « Furlings » creats per Rae Lambert el 1989. El film va ser difós en el Canal J el 1996. Ha estat doblada al català. Va estar nominada a la millor pel·lícula en els premis Annie 1993.

## Argument
Edgar és una petita talp que porta una vida tranquil·la al bosc, va a l'escola amb els seus amics per aprendre la vida. Fins al dia on el seu dia a dia és pertorbat pels humans. Un camió accidentat sobre la carretera més pròxima vessa els seus productes químics al bosc. Edgar i els seus amics Abigail i Russell marxen llavors a una formidable aventura als camps del voltant per trobar i portar una flor capaç de salvar Michelle, la filla del seu professor, Cornelius, contaminada pels gasos tòxics.

## Repartiment

### Veus originals
- Michael Crawford: Cornelius
- Ben Vereen: Phineas
- Ellen Blain: Abigail
- Ben Gregory: Edgar
- Paige Gosney: Russell
- Elisabeth Moss: Michelle
- Will Estes: Willy
- Charlie Adler: Waggs
- Rickey De Shon Collins: Bosworth
- Don Reed: Ocell de pantà
- Robert David Hall: Conductor de camió
- Paul Eiding: El pare de Abigail
- Janet Waldo: La mare d'Edgar
- Susan Silo: La mare de Russell
- Angel Harper: La mare de Bosworth
- Benjamin Kimball Smith: La germà de Russell
- Haven Hartman: La germana de Russell